# Église Saint-Michel des Bréseux
Pour les articles homonymes, voir Église Saint-Michel.
L’église Saint-Michel des Bréseux est une église située sur la commune des Bréseux dans le département français du Doubs.

## Historique
Construite en 1614 sous le vocable de Saint-Michel, c'est d'abord une chapelle rattachée à l'église de Maîche. En 1803, la paroisse des Bréseux est détachée de celle de Maîche, la chapelle prend alors le statut d'église et reçoit un clocher-porche en 1812. En 1948, le curé de l'époque, Alphonse Comment, passe commande, au peintre Alfred Manessier, de deux vitraux pour le chœur. Elle sera suivie de deux autres commandes, en 1949 et 1950, pour changer l'ensemble des vitraux. Ces vitraux non figuratifs font le charme et la renommée de cette église.
L'église Saint-Michel fait l’objet d’un inscription au titre des monuments historiques par arrêté du 23 novembre 2021. Le nouvel arrêté de classement du 8 juin 2023 se substitue à l'arrêté d'inscription.

## Architecture
L'église possède un clocher-porche surmonté d'un clocher à dôme à impériale typique de la région. Le bâtiment, constitué d'une nef rectangulaire prolongée par un chœur plus étroit, est recouvert par un toit de lauzes.

## Les vitraux d'Alfred Manessier
En 1948, lorsqu'Alfred Manessier reçoit la première commande, c'est un peintre résolument non figuratif, qui n'a jamais fait de vitraux. Il l'accepte néanmoins, et travaille avec le maitre verrier François Lorin en choisissant de ne pas utiliser de grisaille mais de créer ses œuvres avec des verres purs. La fabrication des ferrures et barlotières est confiée à Mr Sandoz, maréchal-ferrant du village. 
En 1948 sont posés des 2 vitraux du chœur : « Paysage bleu » inspiré des forêts de sapins et « Paysage doré » évoquant les forêts de feuillus. En 1949, pose des vitraux de la Vierge et de Ste Agathe dans la nef, de part et d'autre des autels latéraux. En 1950, pose, à l'entrée de la nef, à côté des fonts baptismaux et du confessionnal, des vitraux de la Pénitence, du Baptême et de la rosace.
Pour plusieurs historiens de l'art sacré, c'est l'exemple des Bréseux qui a déclenché l'expansion de la pose de vitraux d'art non figuratif dans les églises, en France et dans le Jura suisse,.

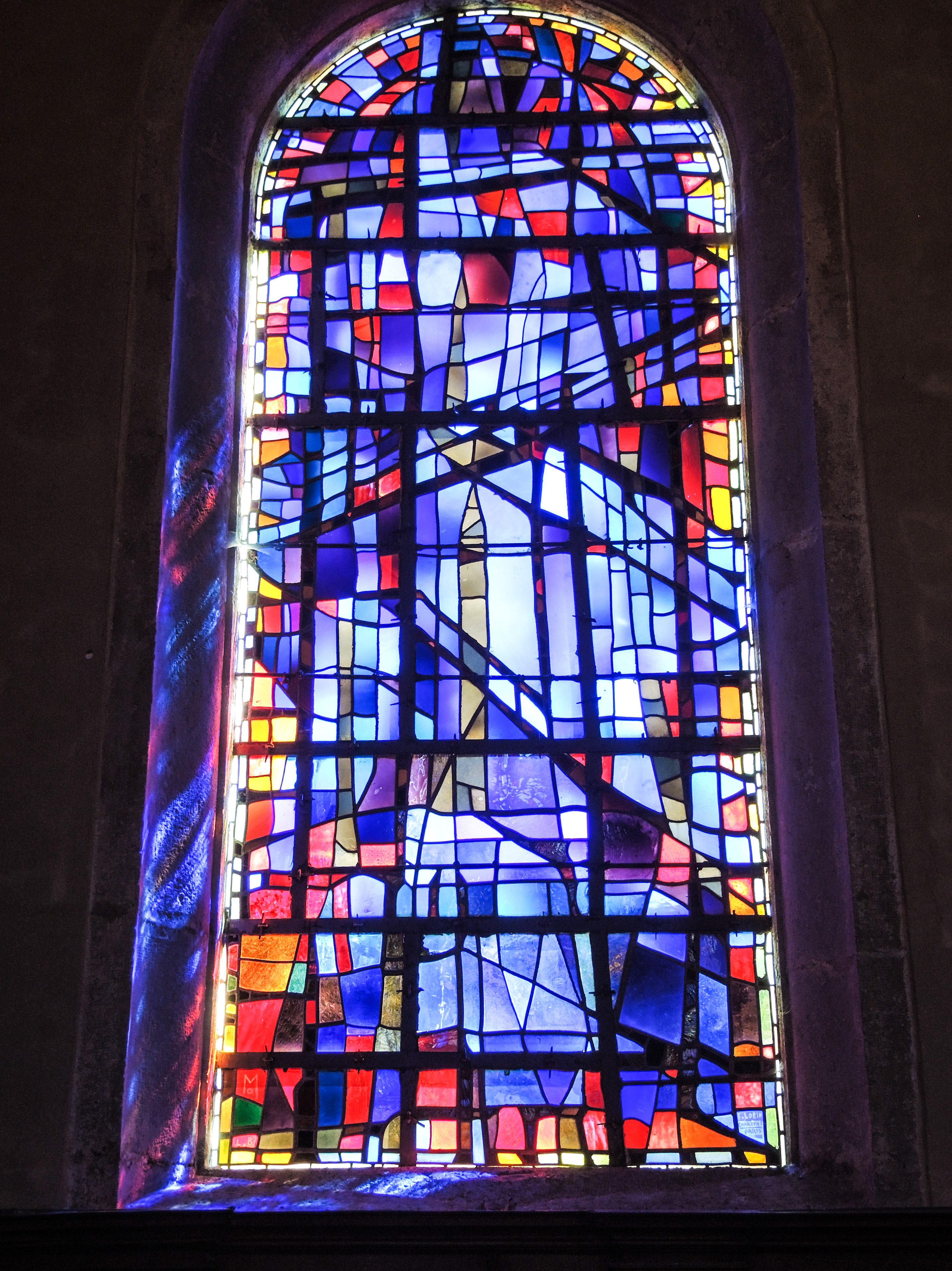
Paysage bleu.
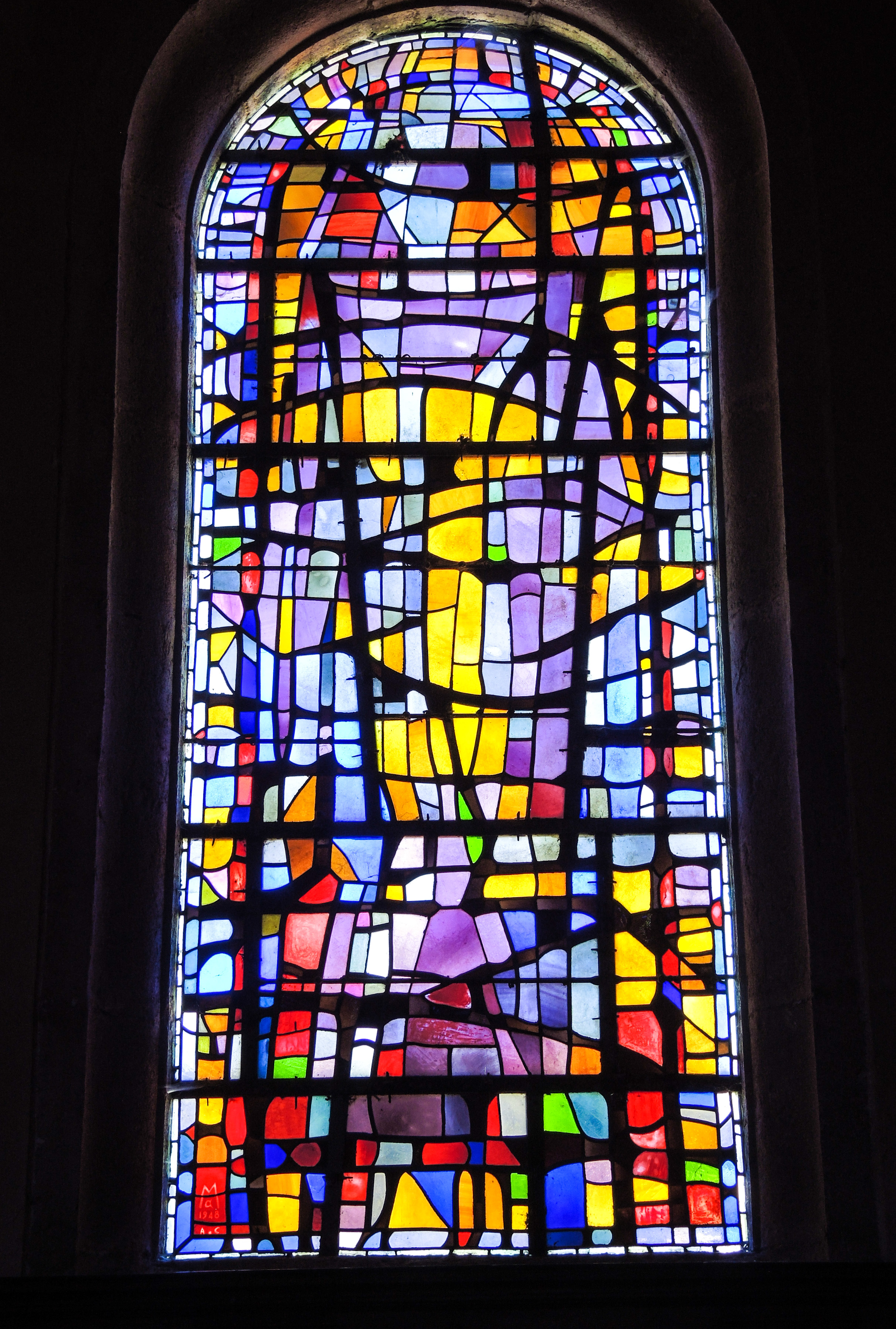
Paysage doré.
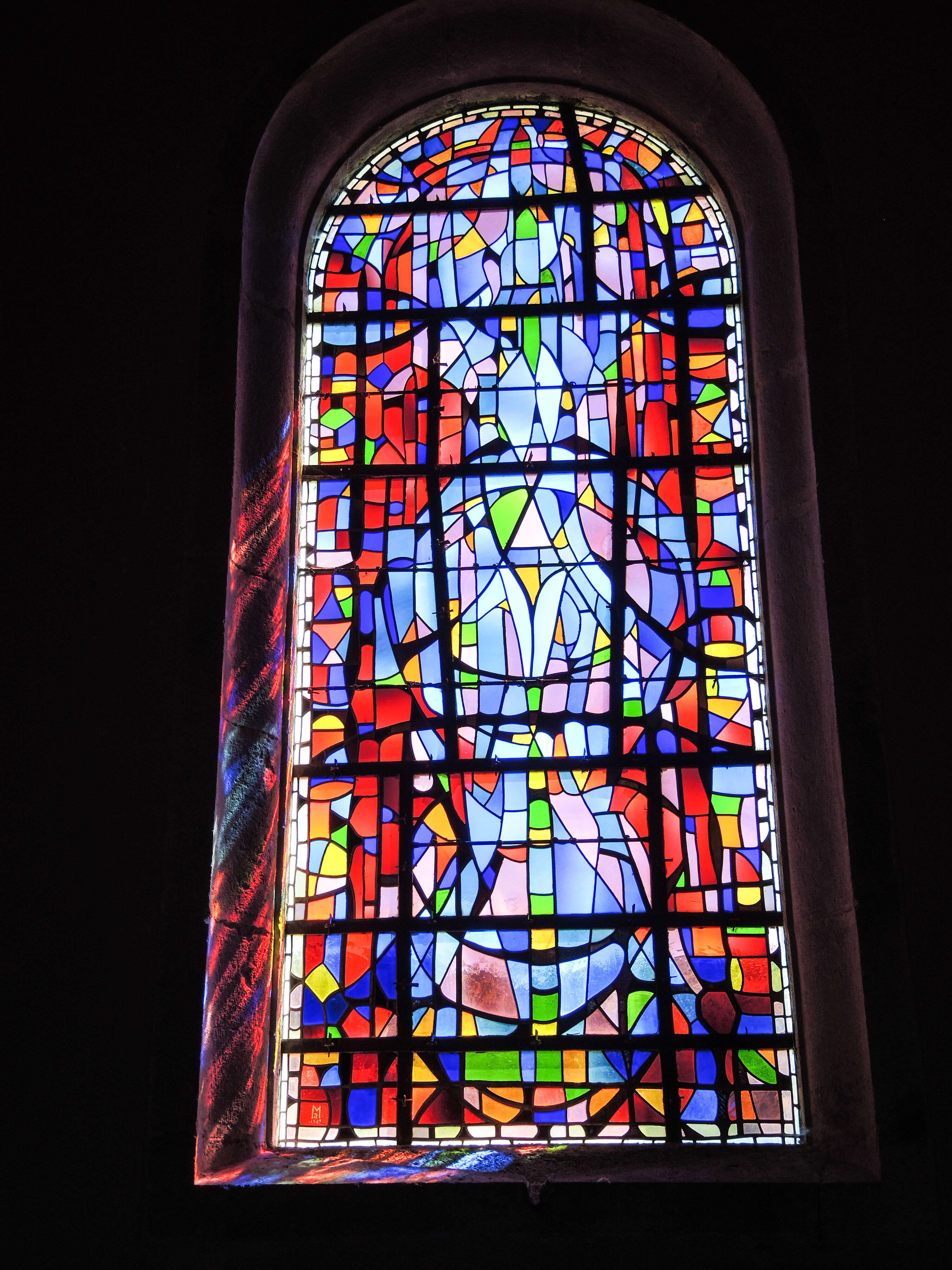
Sainte Agathe.
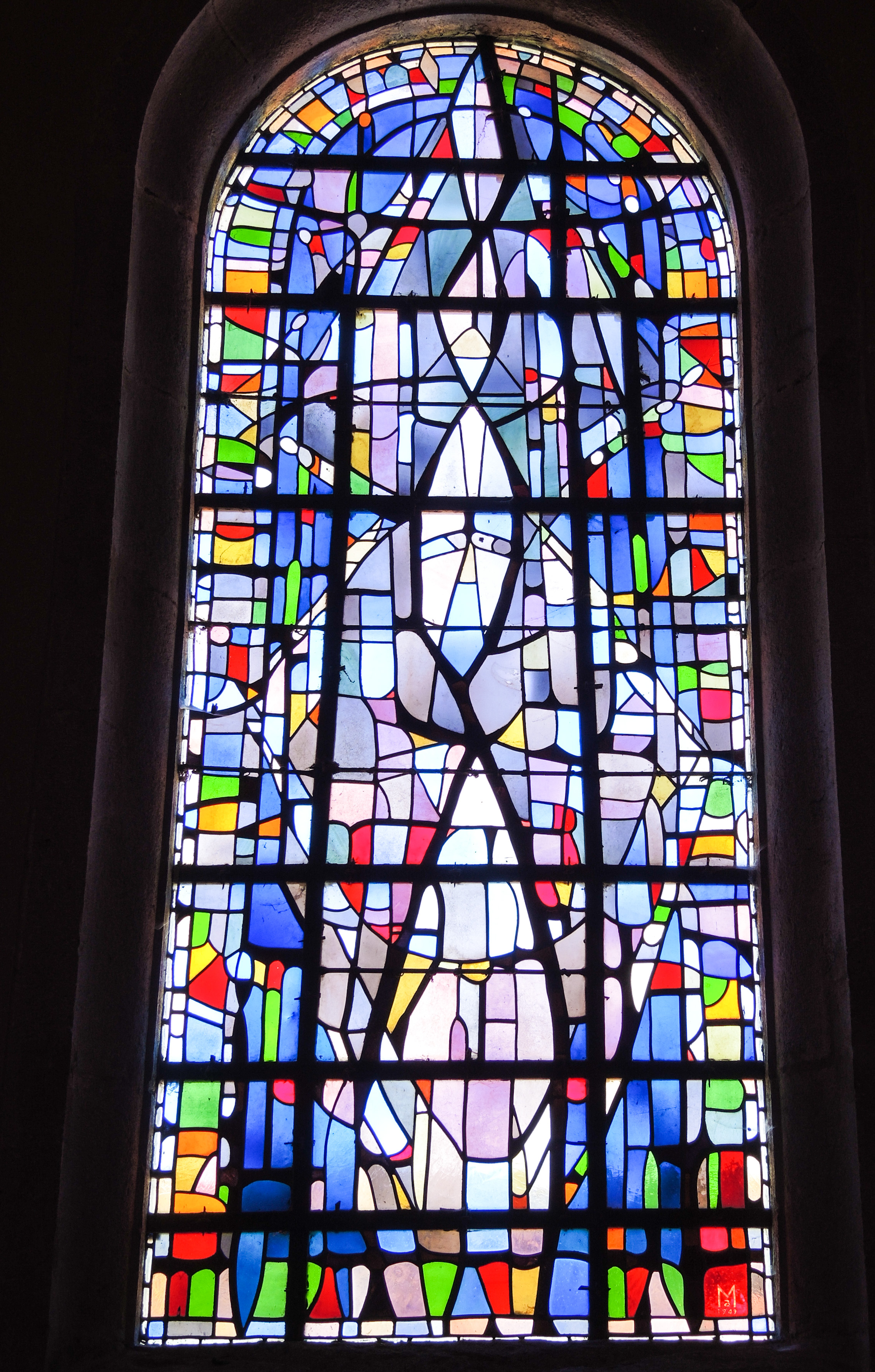
La Vierge.
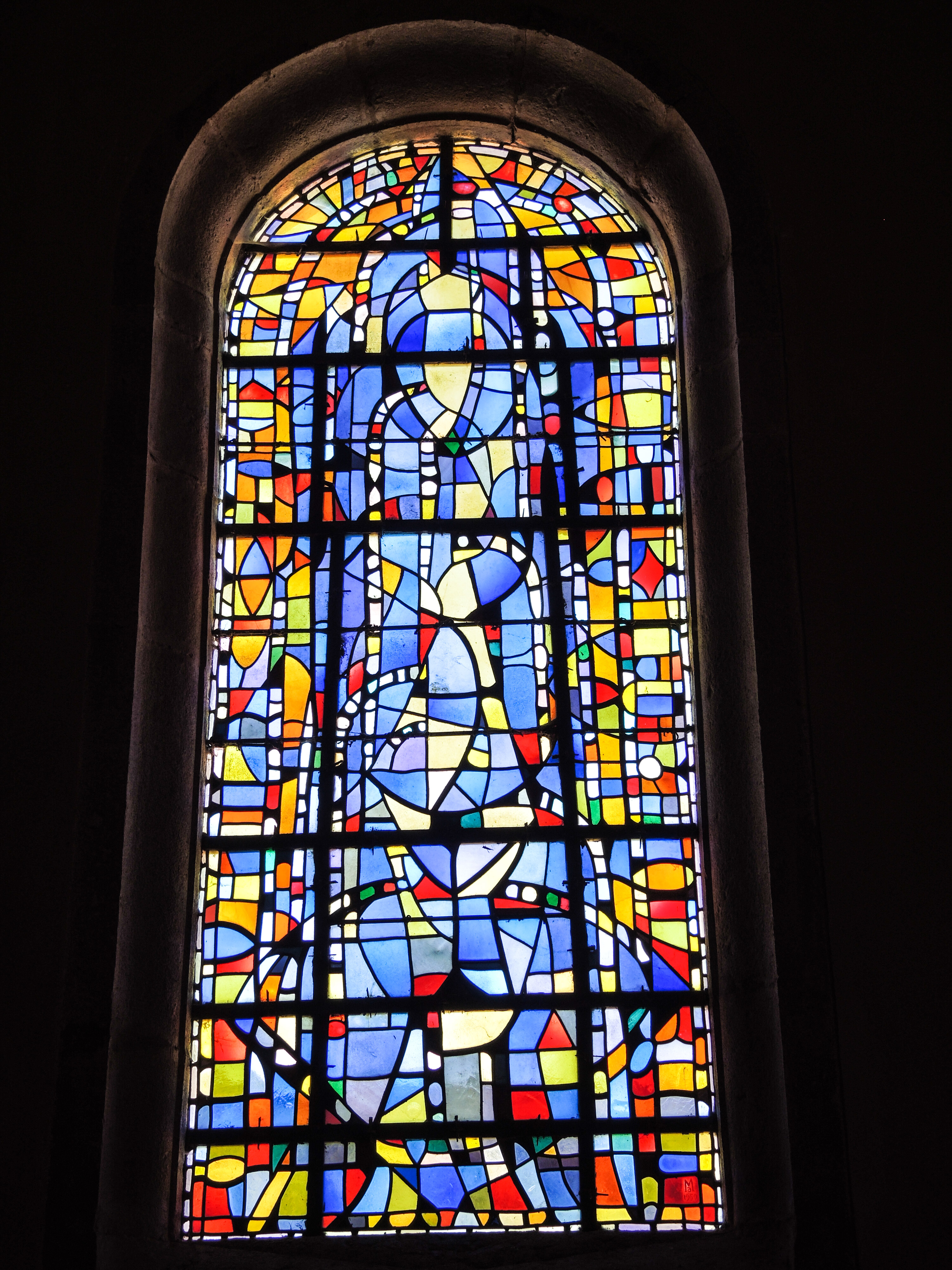
Le Baptême.
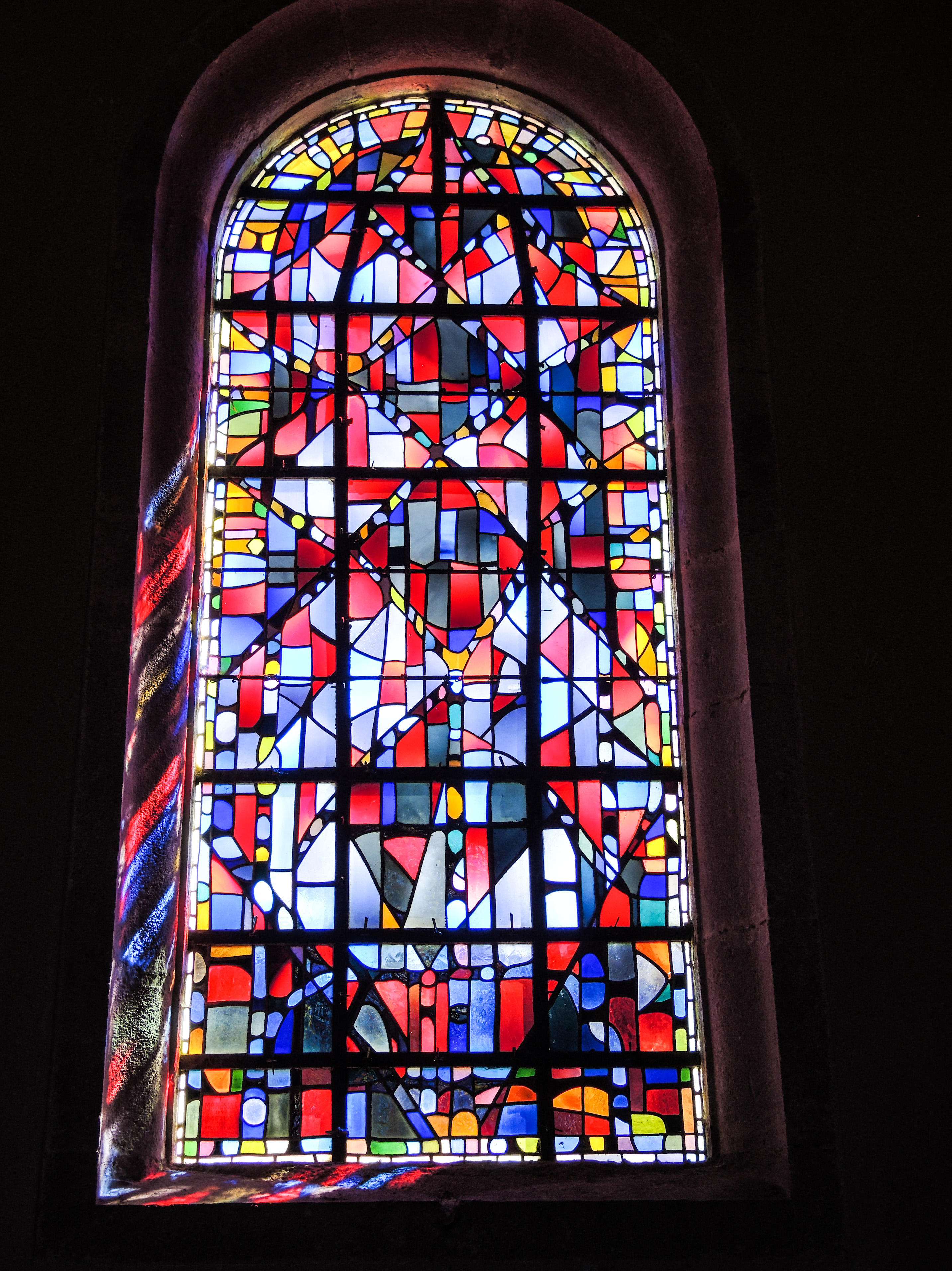
La Pénitence.

## Mobilier
L'église possède un tableau de la Vierge à l'Enfant, entre saint Thiébaud et saint Hodile, qui est classé aux monuments historiques.